# Karl August Bühler
Karl August Bühler (* 26. Februar 1904 in Ottenheim; † 7. Januar 1984 in Lörrach) war ein deutscher Politiker der CDU.

## Leben und Beruf
Nach dem Abitur in Lahr/Schwarzwald studierte Bühler evangelische Theologie in Tübingen und Heidelberg und trat 1927 in den Pfarrdienst der Evangelischen Landeskirche in Baden. Am 1. Februar 1928 wurde er Pfarrer in Oepfershausen. 1933 wurde Bühler aus politischen Gründen kurzfristig verhaftet. Ab 1943 diente er als Soldat.
Nach 1945 war Bühler zunächst weiterhin Pfarrer in Thüringen. Nachdem er 1948 verhaftet worden war, floh er 1949 nach Westdeutschland und wurde Pfarrer in Schallbach.

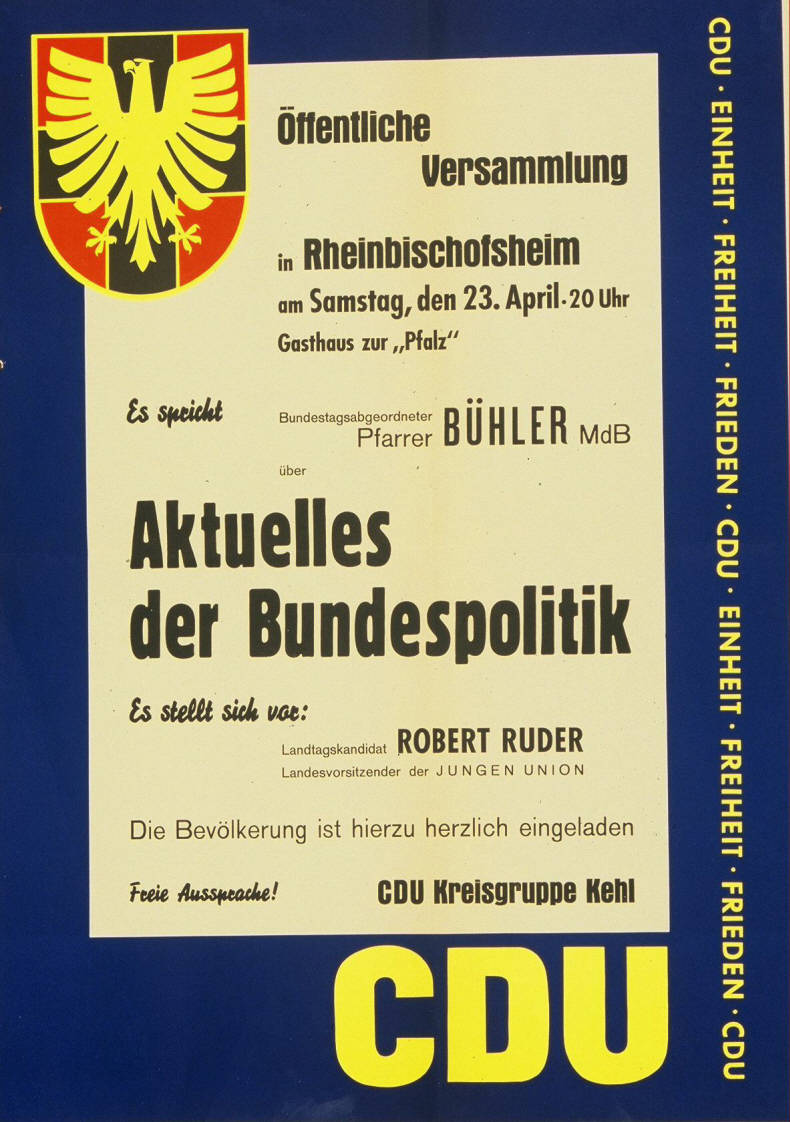
Wahlplakat der CDU Kehl für die Landtagswahl in Baden-Württemberg 1960, der Landtagskandidat war Robert Ruder

## Partei
Bühler beteiligte sich am Aufbau der CDU in Thüringen. Nach seiner Flucht engagierte er sich in der badischen CDU, wo er stellvertretender CDU-Landesvorsitzender und Vorsitzender des Evangelischen Arbeitskreises war.

## Abgeordneter
Bühler war ab 1956 Abgeordneter des Landtags von Baden-Württemberg. Am 12. Januar 1958 legte er sein Mandat nieder. Sein Nachfolger wurde Franz Dietsche. Von 1957 bis 1969 gehörte er dem Deutschen Bundestag an. Von 1965 bis 1969 war er Vorsitzender des Büchereibeirates des Bundestages. Von 1965 bis 1971 war er Mitglied des Weiler Gemeinderats.